# Chiesa di San Martino Vescovo (Roccatederighi)
La chiesa di San Martino Vescovo è un edificio sacro situato a Roccatederighi, nel comune di Roccastrada.

## Storia
La chiesa è ricordata già dal secolo X. Nel 1489 ricevette il titolo di pieve e fu completamente ristrutturata. Un radicale rifacimento sia dell'interno, prolungato con l'aggiunta di due bracci in corrispondenza del presbiterio, che della facciata, elevata nella parte superiore, fu effettuato dal 1793 e portato a termine intorno al 1820.

## Architettura
La facciata, ulteriormente rimaneggiata, è a capanna con oculo centrale.
Nell'interno a navata unica si trovano una quattrocentesca acquasantiera in marmo scolpito e la tavoletta dipinta raffigurante la Madonna con il Bambino e sant'Agostino che sostengono il castello di Roccatederighi, riferibile a un pittore senese d'inizio XVII secolo.